# Aéroport international de London
Ne doit pas être confondu avec Aéroport de Londres-Heathrow.
L'aéroport international de London (code IATA : YXU • code OACI : CYXU) est situé à près de 9 km au nord-est de London en Ontario au Canada.

## Situation

### Carte des aéroports du Réseau National du Canada
| \| 300 km1:20 691 000 \| Calgary Charlottetown Edmonton Fredericton Gander Moncton Halifax Iqaluit Kelowna London Montréal–Mirabel Montréal–Trudeau Ottawa Prince George Québec Regina Saint-Jean Saskatoon Saint-Jean de T.-N. Thunder Bay Toronto Pearson Vancouver Victoria Whitehorse Winnipeg Yellowknife |
| 300 km1:20 691 000 |

## Statistiques
Le graphique qui aurait dû être présenté ici ne peut pas être affiché car il utilise l'ancienne extension Graph, désactivée pour des questions de sécurité. Des indications pour créer un nouveau graphique avec la nouvelle extension Chart sont disponibles ici.

Voir la requête brute et les sources sur Wikidata.

## Compagnies et destinations
| Compagnies         | Destinations |
| ------------------ | --- |
| Air Canada Express | Toronto (Pearson) |
| Air Transat        | En saison : Cancún, Punta Cana |
| Flair Airlines     | En saison : Vancouver |
| WestJet            | Calgary En saison : Cancún (débute le 11 décembre 2025), Cayo Coco (J. del Rey) (débute le 10 décembre 2025), Punta Cana (débute le 9 décembre 2025), Varadero-J.-G.-Gómez (débute le 8 décembre 2025) |

Édité le 13/04/2025